# Kraftwerk Gardikfors
Das Kraftwerk Gardikfors ist ein Wasserkraftwerk in der Gemeinde Storuman, Provinz Västerbottens län, Schweden, das am Ume älv liegt. Es ging 1963 in Betrieb. Das Kraftwerk ist im Besitz von Vattenfall und wird auch von Vattenfall betrieben.

## Absperrbauwerk
Das Absperrbauwerk ist ein Staudamm mit einer Höhe von 25 m am Abfluss des Sees Gardiken. Die Wehranlage mit den zwei Wehrfeldern befindet sich auf der linken Seite.
Das Stauziel liegt zwischen 375 und 395 m über dem Meeresspiegel. Der Gardiken erstreckt sich über eine Fläche von 57 km² und fasst 871 Mio. m³ Wasser.

## Kraftwerk
Mit dem Bau des Kraftwerks wurde 1959 begonnen; es ging 1963 in Betrieb. Es verfügt mit einer Kaplan-Turbine über eine installierte Leistung von 43,6 (bzw. 60) MW. Die durchschnittliche Jahreserzeugung liegt bei 283 (bzw. 310) Mio. kWh.
Die Turbine wurde von Kværner geliefert. Sie leistet 60,67 MW; ihre Nenndrehzahl liegt bei 150 Umdrehungen pro Minute. Die Fallhöhe beträgt 39 (bzw. 43) m. Der maximale Durchfluss liegt bei 170 m³/s.